# 罗卡马西马
罗卡马西马（義大利語：Rocca Massima），是意大利拉蒂纳省的一个市镇。总面积18.07平方公里，人口1104人，人口密度61.1人/平方公里（2009年）。ISTAT代码为059022。